# دیوید ایگی
دیوید ایگی (به انگلیسی: David Ige؛ زادهٔ ۱۵ ژانویهٔ ۱۹۵۷) یک سیاستمدار اهل ایالات متحده آمریکا است که به‌عنوان فرماندار هشتم و کنونی ایالت هاوایی آمریکا مشغول به کار است.
ایگی که دموکرات است پیشتر عضو سنای هاوایی بود.
ایگی با شکست نیل آبرکرومبی فرماندار وقت هاوایی در انتخابات مقدماتی حزب دمکرات، و سپس دوک آیونای جمهوری‌خواه و دیگر نامزدها در انتخابات سراسری، در ۴ نوامبر ۲۰۱۴ به فرمانداری برگزیده شد. او چهارمین فرماندار بومی هاوایی است.